# Inés Enríquez y Fernández de Córdoba
Inés Enríquez y Fernández de Córdoba, fue hija del almirante de Castilla Fadrique Enríquez y de su esposa Marina Fernández de Córdoba, y por tanto, miembro del linaje de los Enríquez.
Fue abadesa del Monasterio de Santa Clara de Moguer entre 1486 y 1516, la época de descubrimiento de América. En ella encontró Cristóbal Colón apoyo para defender su proyecto ante su sobrino el rey Fernando el Católico. Esta relación se mantuvo con posterioridad al viaje descubridor a través de diversas cartas que se remitieron.